# Роше, Бетти
Бе́тти Роше́ (Betty Roché), имя при рождении Мэри Элизабет Роуч (Mary Elizabeth Roach), 9 января 1918, Уилмингтон (Делавэр) — 16 февраля, 1999, Плезантвиль (Нью-Джерси) — американская джазовая певица.
Из афроамериканской семьи. В 1939 году победила в конкурсе юных вокалистов в нью-йоркском Театре Аполлон. В 1942 году стала солисткой оркестра Дюка Эллингтона. В 1943 году пела в его составе в Карнеги-Холле, в том числе участвовала в премьерном исполнении сюиты Эллингтона Black, Brown and Beige. В 1944 году с тем же оркестром снялась в фильме Reveille with Beverly, где исполнила вокальную версию хита Take the A Train. В том же году оставила оркестр, но вернулась в него в 1951 году. В 1952 году участвовала в записи альбома Эллингтона Uptown (расширенная вокальная версия "Take the A Train", с джазовой импровизацией). Окончательно оставила работу у Эллингтона в 1954 году.
В 1940-х годах Бетти Роше также недолго работала с Лестером Янгом, Эрлом Хайнсом, Телониусом Монком, Кенни Кларком и др. музыкантами-инструменталистами. В 1956 году спела партию Клары (Summertime и пр.) в записи оперы Дж. Гершвина Порги и Бесс (джазовая версия).
Записала три сольных LP-альбома: Take the A Train for Bethlehem (1956), Singin' and Swingin' (1960), Lightly and Politely (1961). Закончила музыкальную карьеру в начале 1960-х годов.